# Суусамыр
Суусамыр — село в Жайылском районе Чуйской области Кыргызстана. Административный центр Суусамырского аильного округа. Код СОАТЕ — 41708 209 830 01 0.
В период существования с 6 марта 1992 года по 28 сентября 1995 Суусамырского района сначала Нарынской, а с 28 мая 1994 года — Чуйской области, являлся его административным центром. После объединения 28 сентября 1995 года района с Жайыльским его административным центром стал город Кара-Балта.

## Население
| год     | 2009 | 2014 | 2020 |
| ------- | ---- | ---- | ---- |
| человек | 2674 | 3159 | 3357 |